# O'Leary (Isola del Principe Edoardo)
O'Leary è una municipalità del Canada, situata nella provincia dell'Isola del Principe Edoardo.